# Macachín
Macachín is een plaats in het Argentijnse bestuurlijke gebied Atreucó in de provincie La Pampa. De plaats telt 4.768 inwoners.